# Têtes de chevaux (décoration de toit)

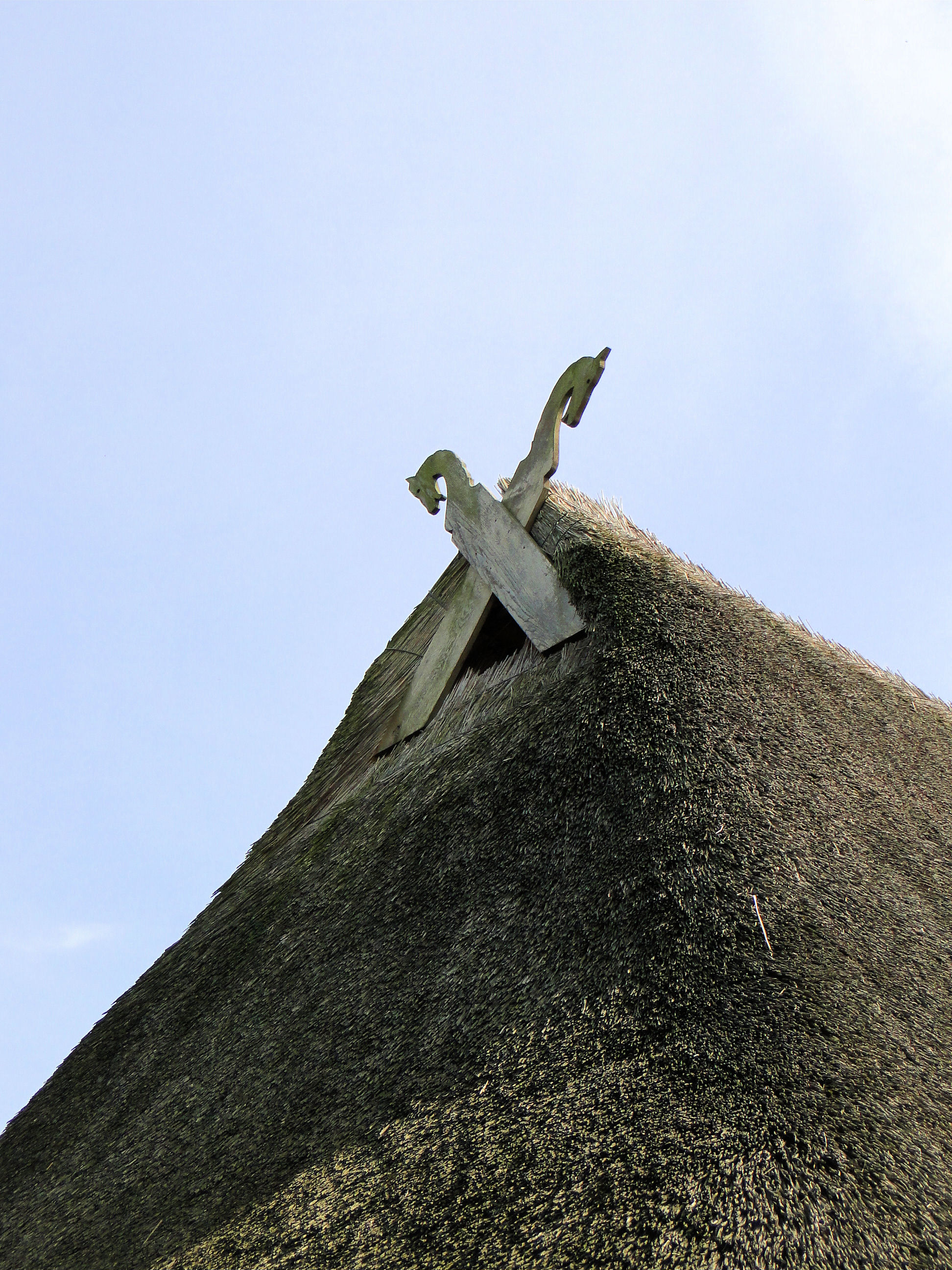
Ornement de pignon à Dobbertin, Mecklembourg-Poméranie antérieure.

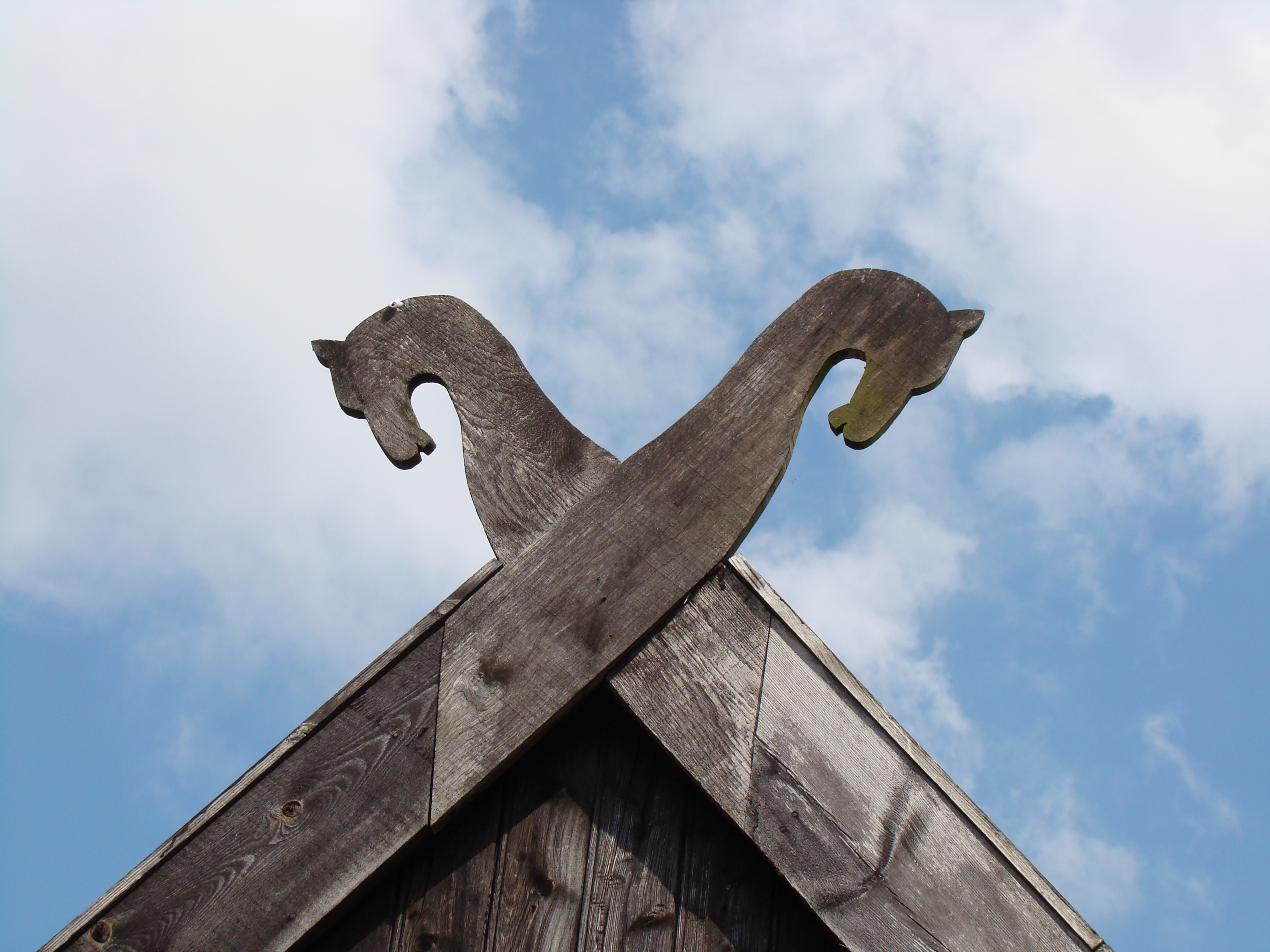
Ornement de pignon avec têtes de chevaux croisées, ici à Arnhem, Pays-Bas.

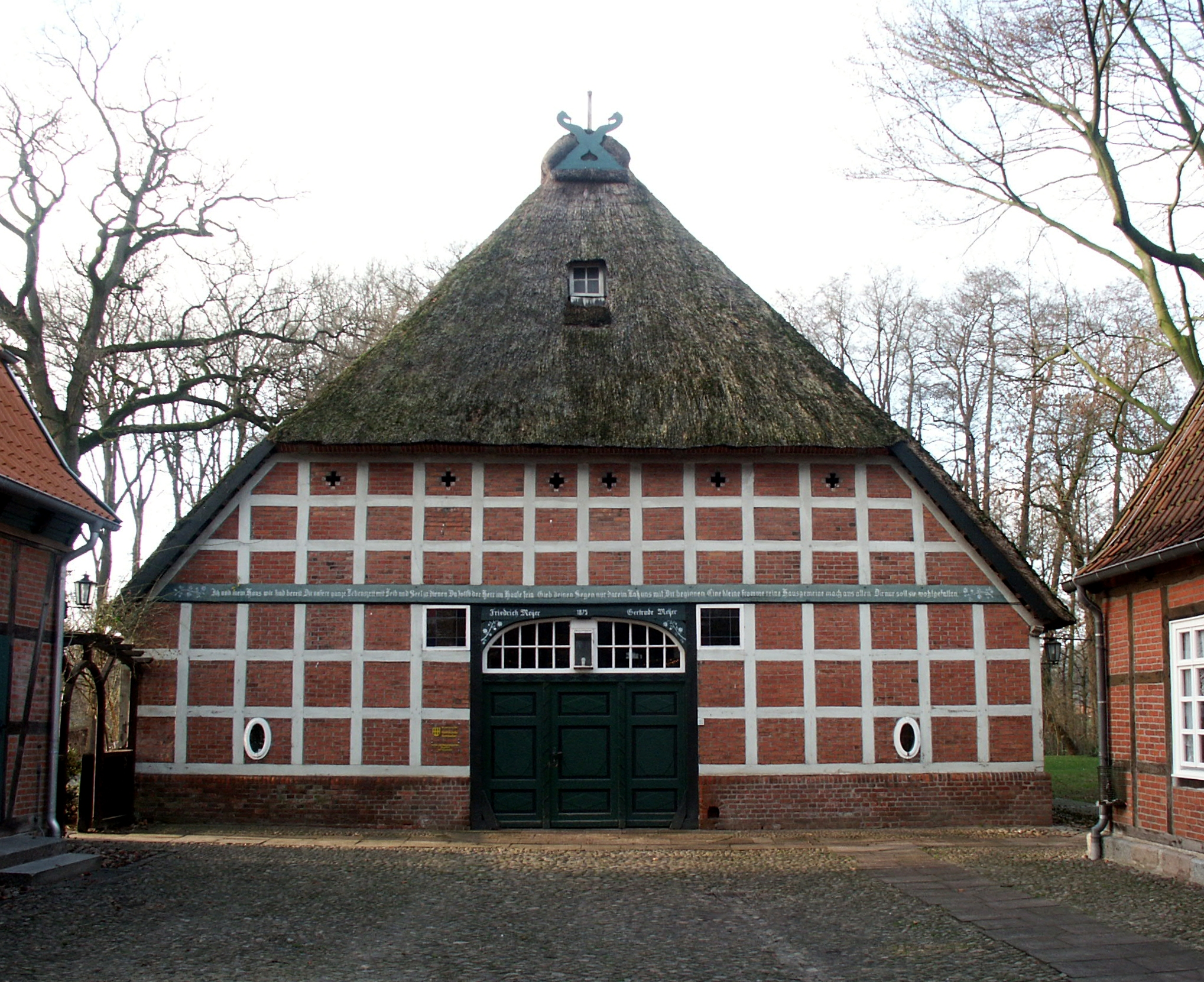
La ferme Meyer à Scheessel, Arrondissement de Rotenburg (Wümme), Basse-Saxe.

Les têtes de chevaux, ou plus rarement d’autres animaux, sont un faîteau à vocation pratique, esthétique et symbolique dans les maisons traditionnelles de nombreuses régions d’Europe, et en particulier en Allemagne du Nord. Il s’agit donc d’un ornement hippomorphe en bout de ligne de faîtage, mais pas directement posé sur le faîtage lui-même comme le serait l’épi  à la réunion des arêtiers comme protection du poinçon de la charpente contre les infiltrations d'eaux pluviales. Au contraire, les planches sculptées en forme de tête de cheval plus ou moins stylisée se trouvent côté pignon dans le prolongement des arbalétriers de la charpente et des rives droites pour les maisons en bois ou juste limitées à la lucarne au-dessus de la semi-croupe des toits de chaume. Les planches généralement en bois dépassent d’environ 50 cm du faîte pour se croiser et former un élément décoratif très visible. Les têtes peuvent se faire face ou au contraire regarder dans la direction opposée. L’ornement en tête de cheval est intimement lié aux maisons longues comme la maison-halle de la plaine germano-polonaise ou la langhus des Scandinaves qui comportent toutes les deux un toit de chaume essentiellement à base de roseau. Le faîteau à tête de cheval s’apparente donc à un fronton car il sert à boucher le trou de la ligne de faîtage, mais contrairement à lui, dans les maisons bas-saxonnes par exemple, une petite partie du vide entre les deux têtes a longtemps été laissée ouverte pour permettre aux chouettes de faire leur nid ou de chasser les rongeurs dans les combles, ce que l’on appelle en allemand le « trou de chouette ».
Dans le Mecklembourg, cet ornement porte le nom métaphorique Muulapen qui vient d’un verbe  bas-allemand signifiant « regarder bouche bée » ou « être ébahi » car les têtes de chevaux ont la gueule ouverte. Entre Hambourg et le Schleswig-Holstein, les usages diffèrent énormément et des termes plus génériques cohabitent avec des appellations imagées : comme cet ornement est avant tout un pare-vent, il porte le nom basique de Windbrett (planche pare-vent), de Windfedern (plumes pare-vent) ou de Hahnenhölzer (faisant référence aux faux-entrait nommé Hahnenbalken qui est parallèle à l’entrait retroussé tout en haut). Pour les noms plus imagés, la « chaise des corneilles » (Krainstohl), la chaise d’Adébar ou chaise des cigognes (Oddebarstohl) ou le couronnement (Krönk).

## Répartition

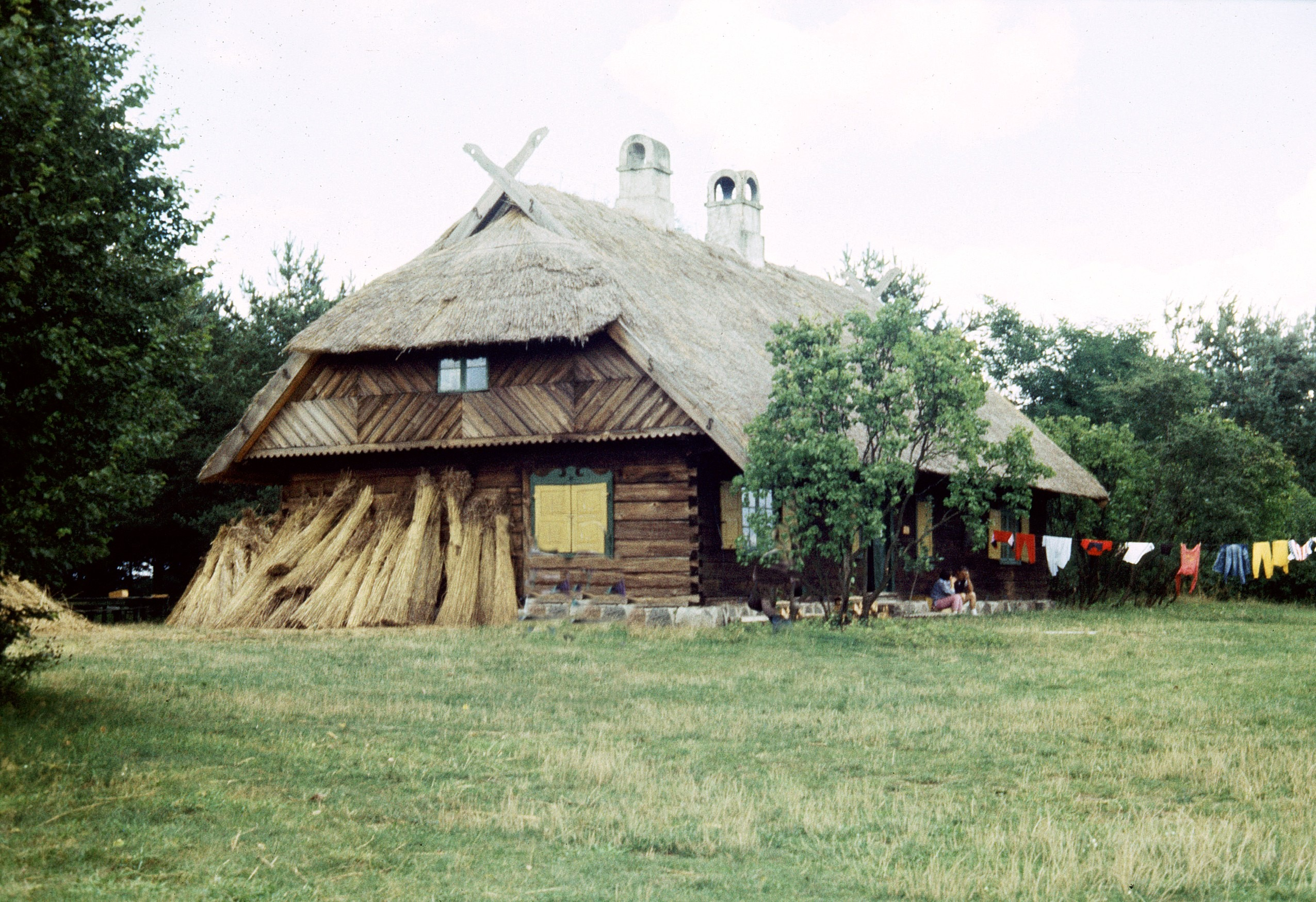
Ferme traditionnelle avec ornement de pignon hippomorphe, Écomusée d'Olsztynek,Pologne.

L’ornement en forme de tête de cheval est certes très représentée dans le nord de l’Allemagne mais sa zone d’extension est beaucoup plus vaste en réalité. Les têtes de chevaux sont en terres russes intrinsèquement associées à l’isba traditionnelle bien que ce ne soit pas un type de maison longue, mais elle est également couverte à l’origine d’un toit de chaume. En Russie comme en terres saxonnes, il est question d’une même pratique ancestrale quais légendaire où le cheval représenté de manière artistique en bout de ligne de faîte a d’abord été un vrai animal sacrifié pour éloigner les mauvais esprits de la maison nouvellement construite. En Basse-Saxe comme en Russie, l’ornement en tête de cheval et la symbolique de l’animal noble sacrificiel correspondent étonnamment à la même maison chaumine enfumée où il n’y avait pas de conduit de fumée qui traversait le toit de chaume. Néanmoins, il ne faudrait pas limiter les têtes de chevaux croisés aux toits de chaume ; elles ont été conservées après le changement de couverture ou pour les constructions en pan de bois ultérieures. Lors de l'Exposition universelle de 1867 à Paris, l’isba de Gromov représente la culture russe au pavillon de la Russie tsariste. Construite à Saint-Pétersbourg où elle reçut la recommandation de l’Académie des Beaux-Arts de la ville, l’isba a été démontée et est arrivée à l’Exposition dans 2500 caisses avec des moujiks barbus pour compléter l'ambiance bucolique et authentique recherchée par les autorités russes. Cette maison en rondins comporte un bel exemple de deux têtes de chevaux qui se font face avec un épi de faîtage au centre. Outre les décorations en dentelles sur les rives de toit ou encore les gros rondins, il ne fait aucun doute que le concepteur de cette isba vitrine de la Russie a estimé que les têtes de chevaux à l'extrémité du pignon était un trait caractéristique de l'architecture rurale du pays.
Les ornements hippomorphes existent toujours ou ont existé dans les régions suivantes :
- Allemagne (partie septentrionale, plus localisé au centre-nord, en Haute-Bavière)
- Angleterre (Sussex)[3]
- Autriche (Tyrol, Basse-Autriche)
- Les Balkans de culture slave
- Italie (Tyrol du Sud)
- Pays-Bas (partie orientale)
- Pays scandinaves
- Pologne (partie septentrionale, ancienne Poméranie, Prusse orientale)
- Pays baltes (En particulier dans le pays de Klaipėda en Lituanie[5])
- République tchèque (Bohème méridionale)
- Russie (partie européenne)[3], et surtout dans le Nord[6].
- Suisse (Engadine)[3]

Cette zone d’extension semble corroborer la thèse de tous les auteurs qui y voient un rite commun aux régions où ont vécu ou même cohabité les celtes, les slaves et les germains.

## Fonction brise-vent

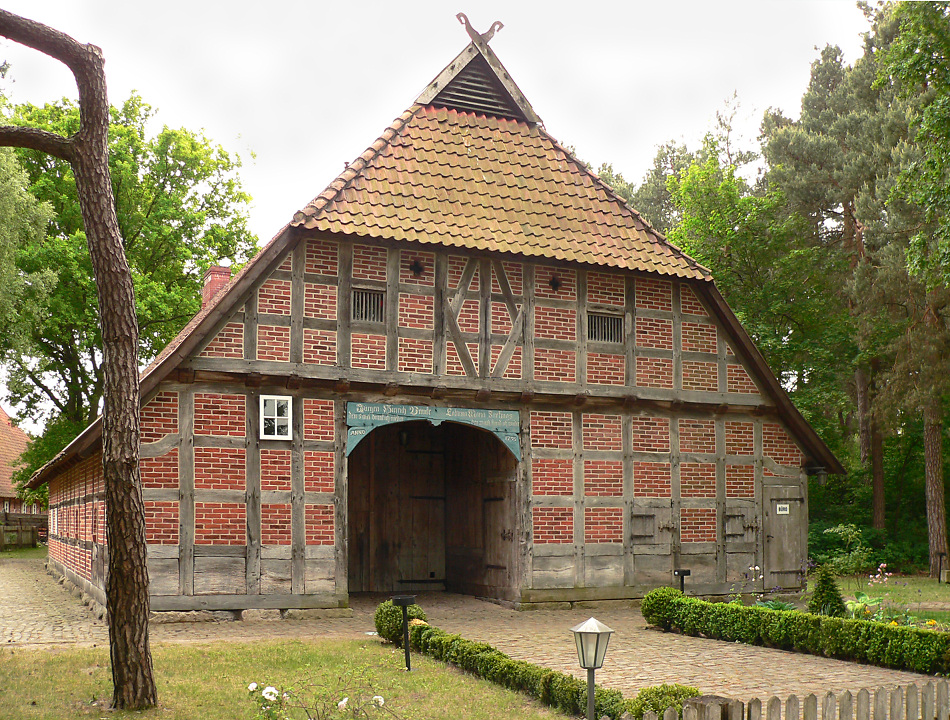
Le Eulenloch sous les têtes de chevaux a été fermé avec des planches, ferme Winsen, Aller, Basse-Saxe.

Toutes décoratives qu’elles puissent paraître au premier regard, les têtes de chevaux ont d’abord une fonction pratique pour laquelle les planches n’ont pas besoin d’être sculptées en tête d’animal. Comme les toits sont à l’origine en chaume à base sagne, il fallait d’abord protéger les joints au niveau du faîte et de la rive contre les coups de vent et l’usure par effilochage. L’extrémité des gerbes est recouverte par une bande de rive qui se prolonge à l’extrémité supérieure ou sert de support aux éléments décoratifs fixés dessus. Pour les chaumières, les têtes de chevaux faisait office de brise-vent au sommet du pignon au-dessus de la semi-croupe. Dans la maison-halle saxonne de la Plaine d'Allemagne du Nord, les têtes de chevaux surmontent en effet un trou initialement prévu pour l’évacuation de la fumée du foyer qui a pris ensuite le nom d’Eulenloch ou Uhlenlock  car c’est par là que peut entrer la chouette pour faire son nid ou pour chasser les souris dans les combles. De nos jours, dans les maisons modernes ayant conservé le look traditionnel, ce trou d’évacuation est bouché par des grilles ou du bardage.
Les têtes peuvent prendre des formes diverses : elles sont soit sciées soit sculptées soit taillées. La découpe et le design varient selon les artisans, les habitudes locales et certainement les demandes spécifiques des propriétaires de la maison. Des décorations supplémentaires peuvent s’y ajouter comme des arbres, des fleurs, des étoiles ou des symboles solaires. En simplifiant le design, il n’est pas forcément possible de reconnaître des chevaux au premier coup d’œil, mais l’entrecroisement demeure.

## Origine et fonction symbolique
Aucune interprétation des têtes de chevaux ne recueille l’approbation générale,.
La première hypothèse fait remonter l’ornementation avec une tête de cheval aux pratiques païennes de la période proto-germanique. Le cheval est, en effet, l’un des animaux compagnons du dieu Wodan à côté des corbeaux Hugin et Munin et des loups Geri et Freki. Dans l’imagerie populaire, ce dieu polymorphe chevauchait un cheval blanc appelé Sleipnir et le peuple lui sacrifiait des chevaux, notamment pendant Yule, ces festivités organisées au moment du solstice d’hiver où les officiants jetaient des têtes de chevaux dans le grand feu de joie pour éloigner maladies et malheurs de la communauté villageoise. Certains auteurs expliquent également que les crânes des chevaux sacrifiés à Wodan étaient accrochés aux arbres sacrés ou aux pignons des maisons pour se protéger du mal et des esprits maléfiques. Tacite relate également cette pratique dans La Germanie. Cette interprétation a été sublimée et poussé à l’extrême par les mouvements nationalistes du XIXe siècle et plus particulièrement par les nazis à chaque fois qu’il était question de glorifier les origines pangermaniques d’un fait culturel. Mais la recherche historique et archéologique n’arrive pas à apporter les preuves de cette origine germanique commune en liaison avec l’architecture domestique traditionnelle. Par manque de sources iconographiques et en raison du faible potentiel de conservation du matériau de construction, aucune illustration univoque ou aucune fouille ne peut corroborer une vaste expansion d’un ornement de pignon à tête de cheval dans des temps aussi reculés, ce qui n’exclut pas pour autant cette théorie.
Dans son travail de recherches, le folkloriste et scandinaviste viennois Richard Wolfram, fervent défenseur des idées nationales-socialistes, se fonde sur quelques pièces historiques pour démontrer la présence d’ornements typiques sur les maisons de l’époque celtique de La Tène dans l’Hunsrück jusqu’au Moyen Âge. Il s’attarde sur la tapisserie de Bayeux où le visiteur peut effectivement repérer quelques édifices avec des faîteaux, des frontons ou des épis de faîtage. Or, la tête de cheval n’y apparaît pas de manière univoque au premier regard, et encore moins la forme à deux têtes croisées. En dehors de la scène 26 où un homme tient à la main quelque chose qui pourrait ressembler à deux têtes qui se croisent, mais pas fixées à une maison, la seule section qui attire l’attention pour un non-initié est formée par les scènes 40 à 42 qui se passent en Angleterre après le débarquement. On y aperçoit effectivement des maisons individuelles locales qui comportent en bout de ligne de faîtage des pièces probablement de bois qui rappellent la version très stylisée de la tête de cheval, mais pas par paire.
La troisième hypothèse fait remonter une expansion de la décoration par tête de cheval plutôt au XVIe siècle en Allemagne du Nord. Le rouleau de Vicke Schorler, sur la ville hanséatique de Rostock, mesurant 18,68 m de longueur et réalisé en 1586, contient une fresque impressionnante de la cité portuaire où l’on reconnaît effectivement dans la partie centre gauche de nombreuses maisons des villages proches de Rostock présentant un ornement de pignon croisé qui rappelle étrangement les têtes de chevaux actuelles.

Rouleau de Vicke Schorler, ville de Rostock, 1586, les têtes croisées sont dans le bloc de maisons à gauche.

Dans ce cas aussi, il est fait mention d’une pratique culturelle bien ancrée dans la région qui consistait à planter une vraie tête de cheval sur un pic à côté de la maison nouvellement construite pour la protéger du malheur. Bien que la région soit de confession chrétienne, les superstitions perdurent dans les campagnes. En réalité, il n’y a pas que le cheval qui a joué cette fonction protectrice mais il n’est pas invraisemblable que cet animal se soit généralisé avec le temps en supplantant les autres animaux, soit par mimétisme, soit par effet de mode parce que le cheval devient un animal plus noble à ce moment-là.
Le symbolisme hippomorphe est présent dans les cultures germaniques avec le « Mahr » ou « mare ». Le terme est étonnement proche de la « mora » des slaves, de la « marah » des Irlandais, tous liés à la mort, au spectre, au cauchemar et aux mauvais esprits.
Les autres animaux attestés sont :
- Têtes de cygne croisées en Frise[15] ;
- Têtes de serpent croisées en Lusace  sur les toits de chaume de la forêt de la Sprée[16], dont il reste quelques exemplaires, notamment à l’écomusée de Lehde ;
- En Haute-Bavière, la décoration du pignon avec des têtes de chevaux est attestée, mais on trouve également des oiseaux nommés « pélicans » ou des personnages ailés nommés « Blasengel »[17] ;
- Dans certains secteurs de Hesse, le pignon était décoré par des têtes de cerf croisées[2] ;
- Dans le Holstein et entre Oldenbourg et Münster, en Westphalie, les têtes de chevaux cohabitent avec les coqs et les poules, parfois très stylisés et donc difficiles à identifier[2] ;
- En Belgique flamande, certaines fermes des campagnes présentaient des têtes de cygne ou es oiseaux à tête humaine dits « sirènes »[2] ;

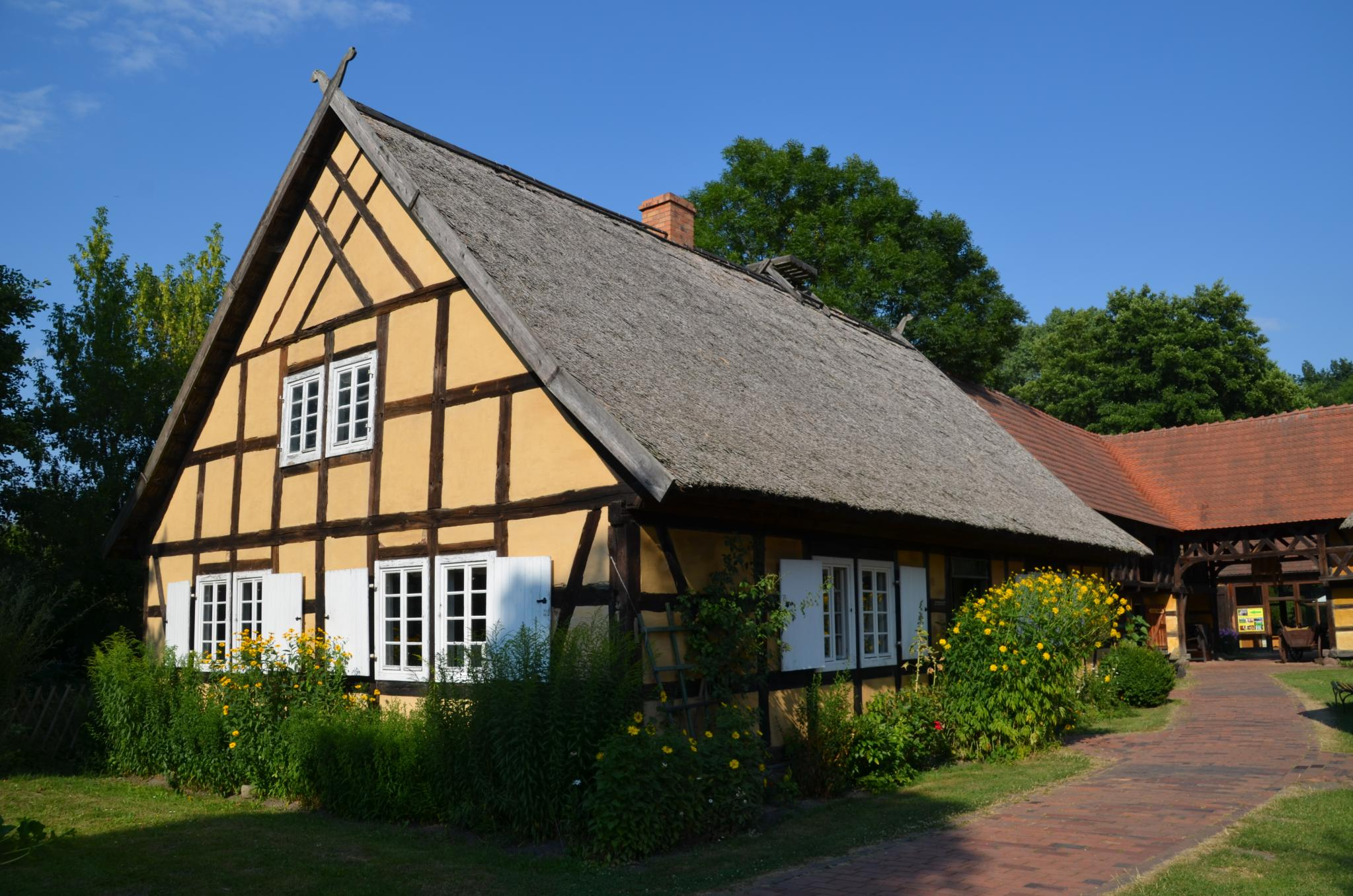
Têtes de serpent croisées dans l’écomusée de Lehde, Lusace, Forêt de la Sprée
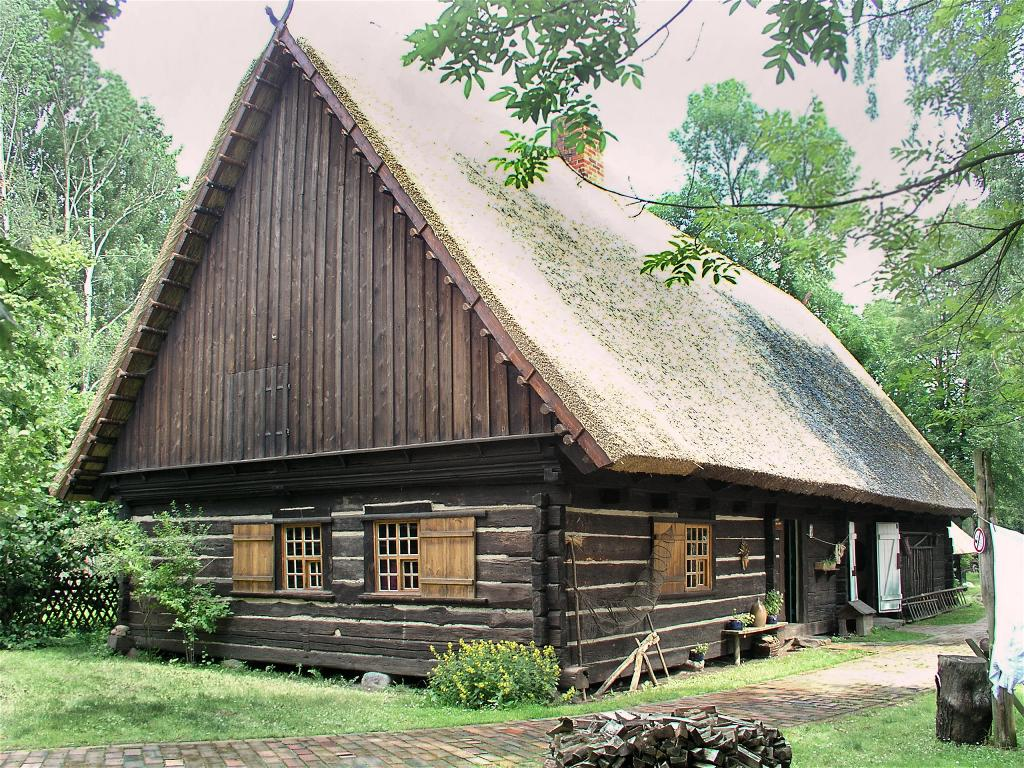
Ferme traditionnelle de la forêt de la Sprée avec têtes de serpent croisées, Brandebourg
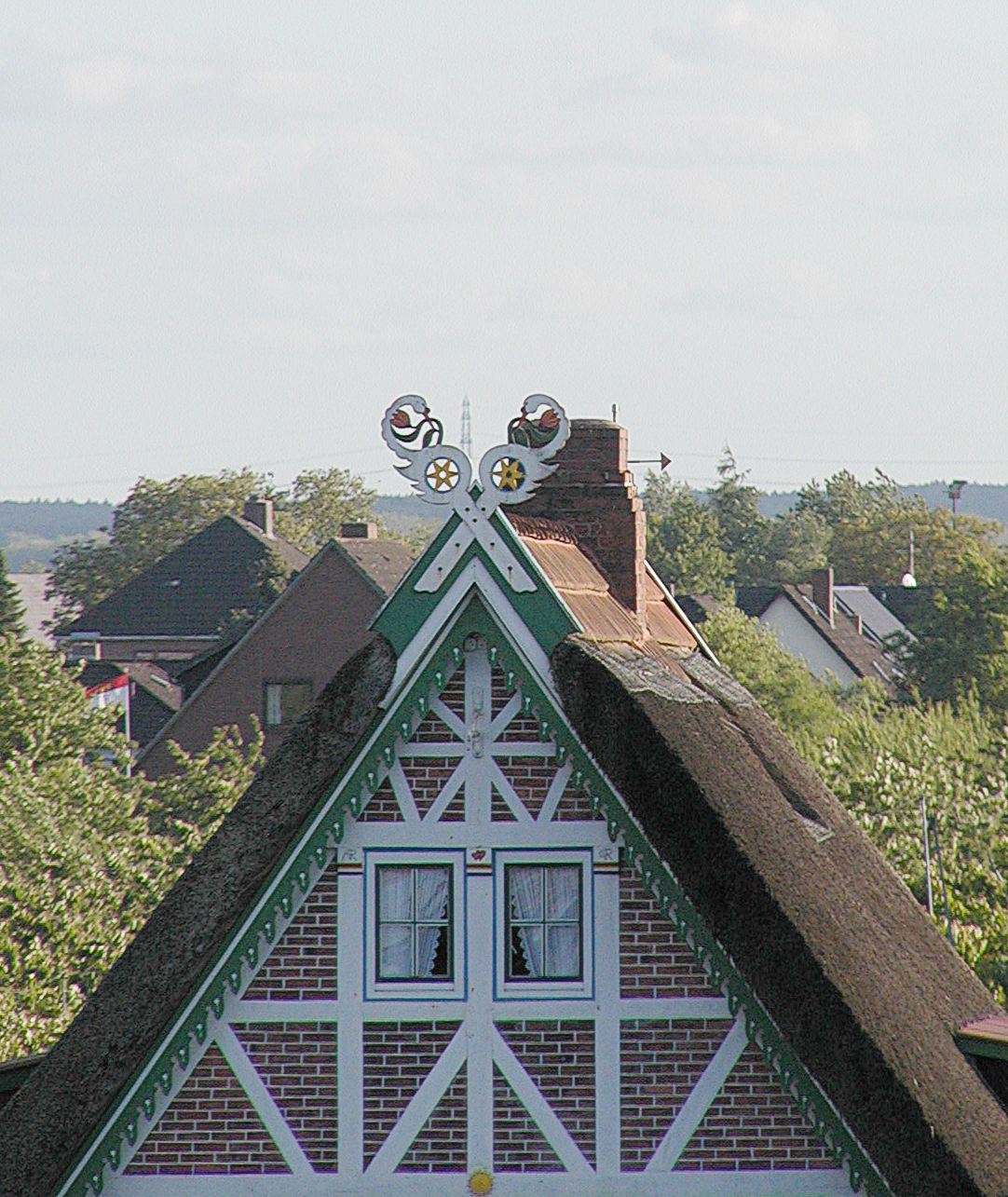
Têtes de cygnes croisées à Grünendeich, Basse-Saxe
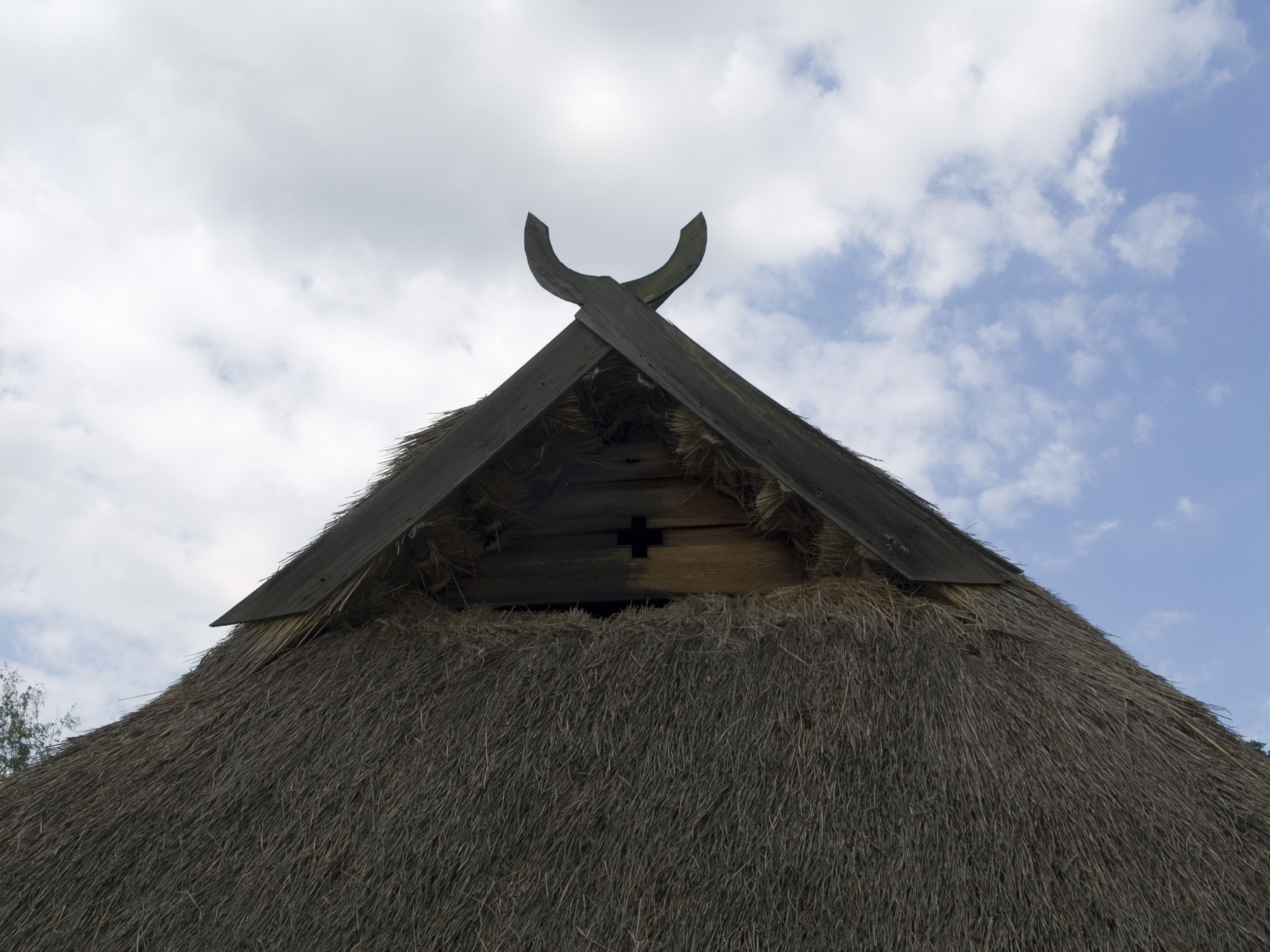
Têtes très stylisées d'une chaumière au Musée de l'architecture populaire et de la vie quotidienne, Kiev, Ukraine
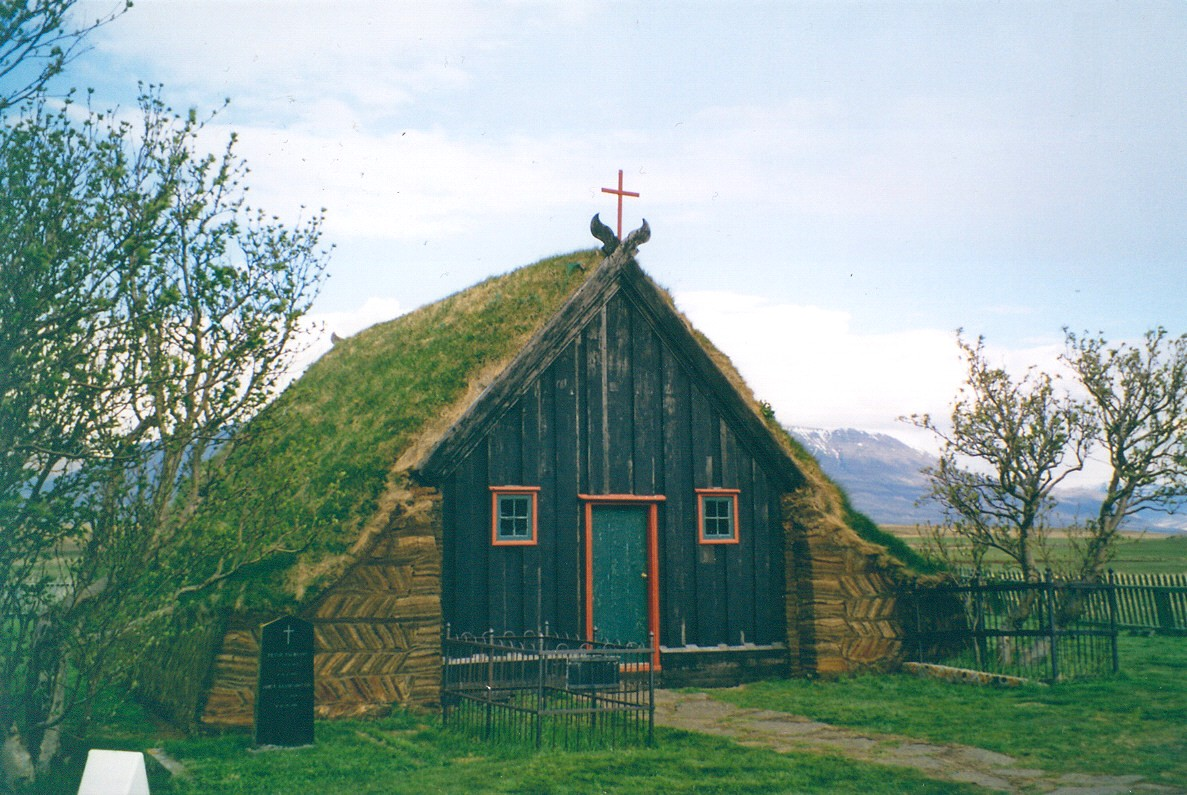
Église de Víðimýrar en Islande
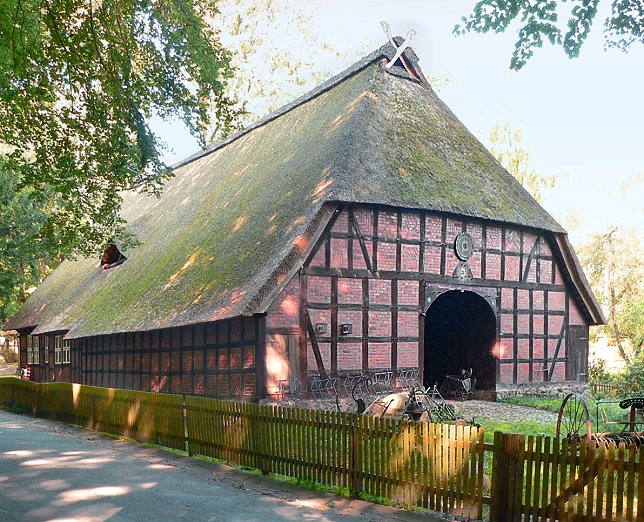
Ferme Rischmann, Musée de la Lande à Walsrode, Basse-Saxe
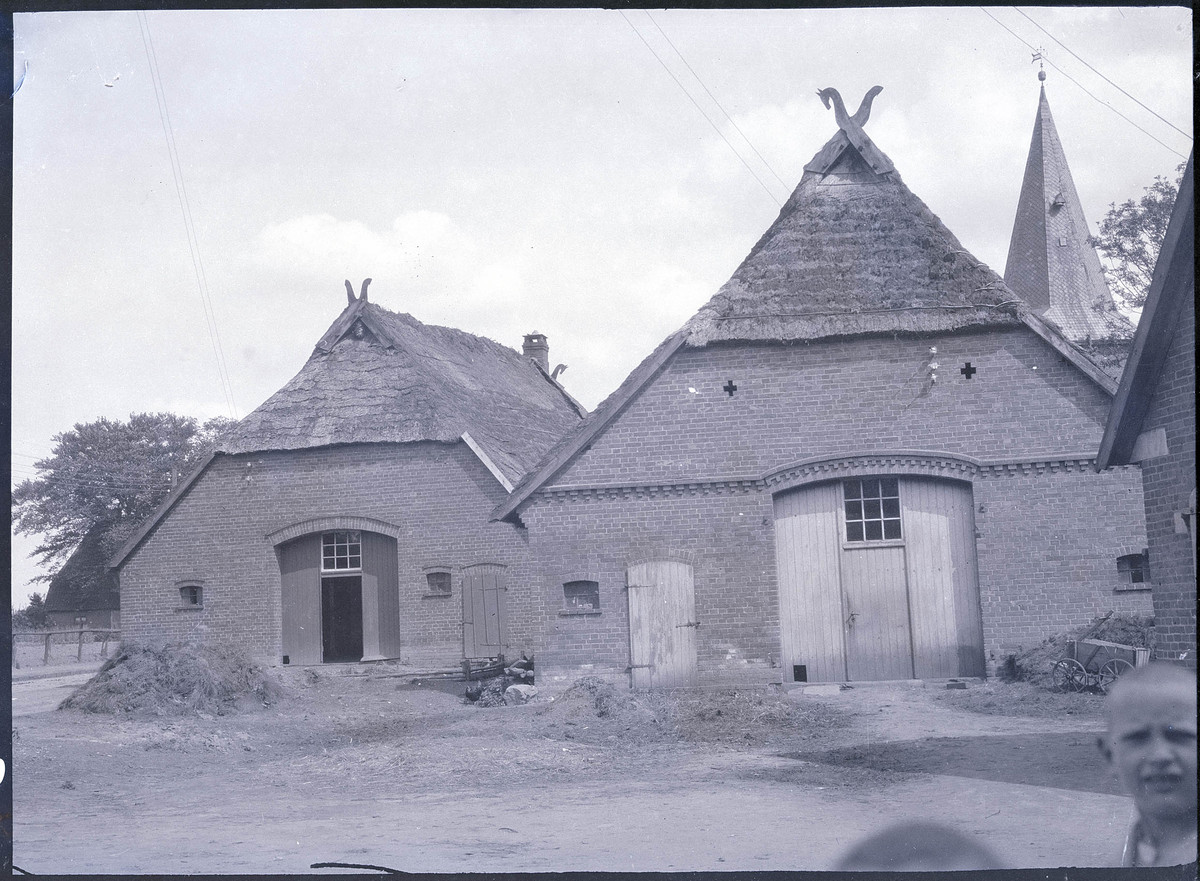
Fermes à Nienburg/Weser, Basse-Saxe en 1920
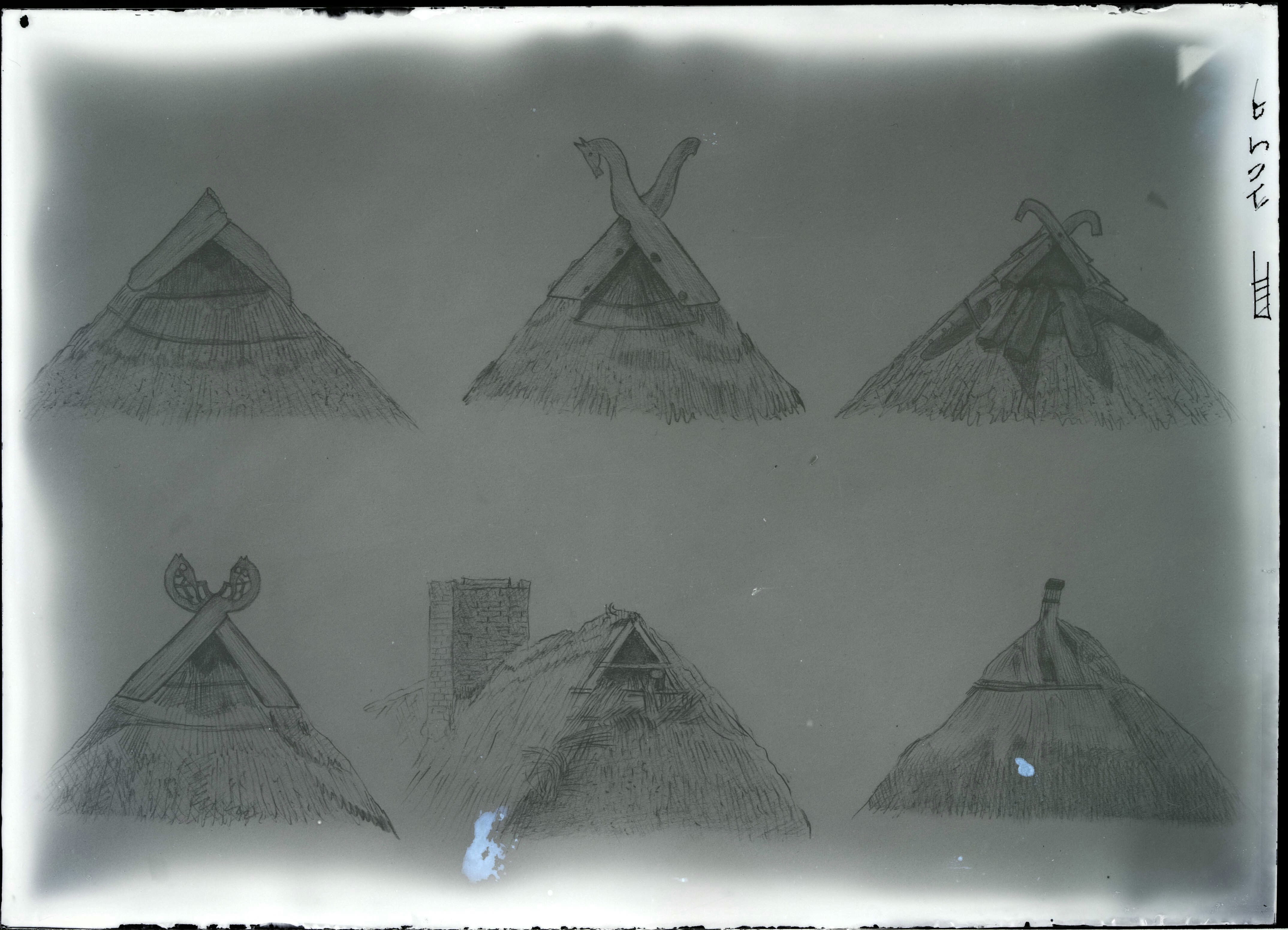
Dessin représentant six des 12 ornements de pignon de Lübbersdorf, Allemagne, enquête de Klaas Uilkema en 1920
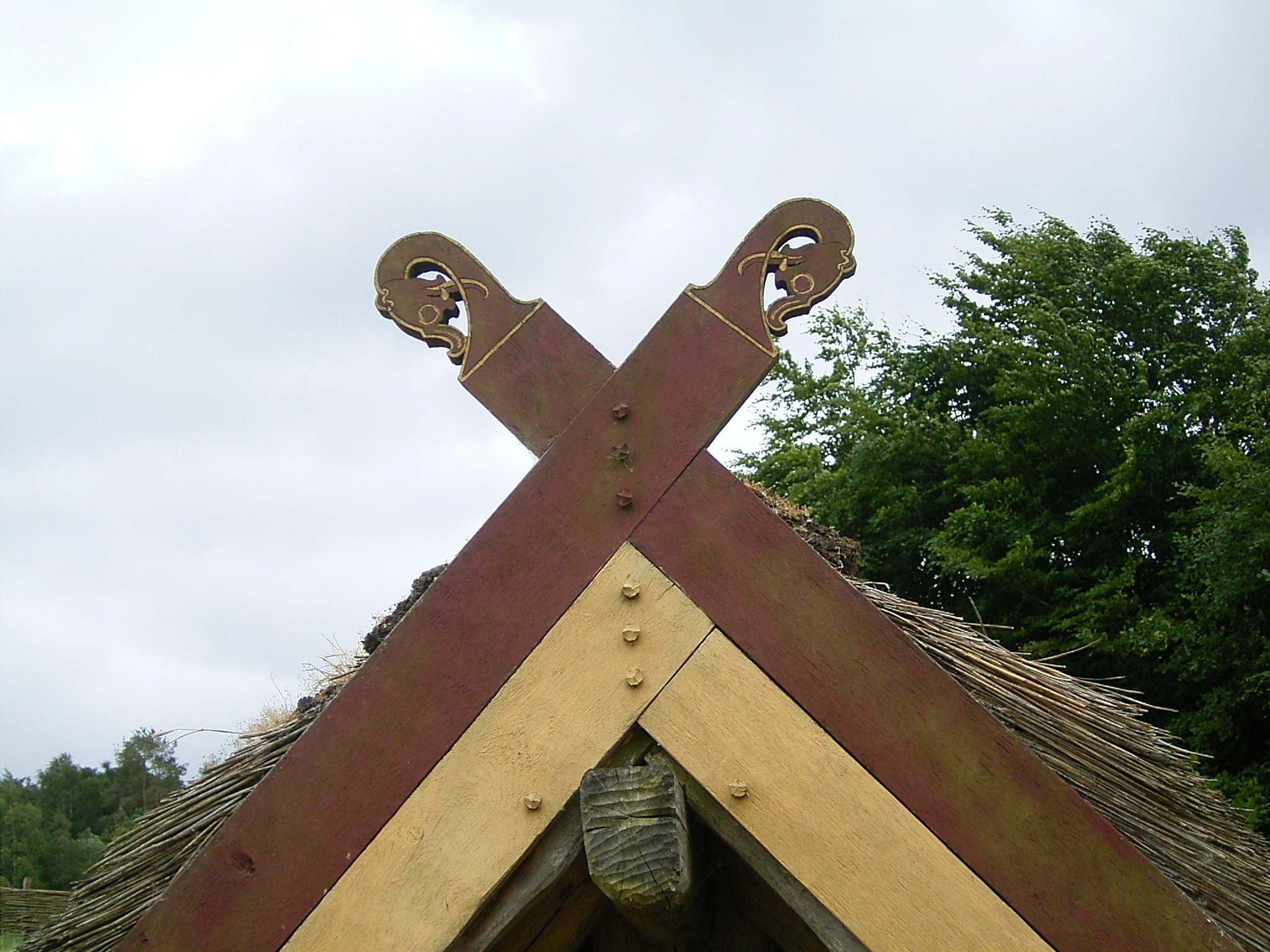
Ornement de pignon au Centre Viking Fyrkat à Hobro
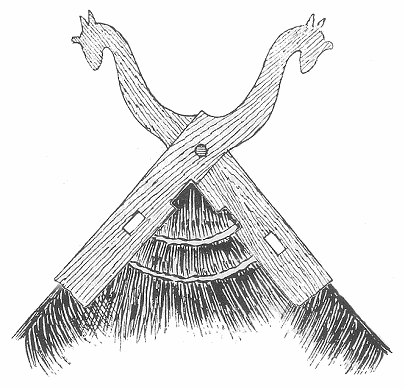
Dessin de têtes de chevaux saxons, R. Andree, maisons de Brunswick (Basse-Saxe), 1901

## Le cheval protomé de faîtière en Russie et Ukraine

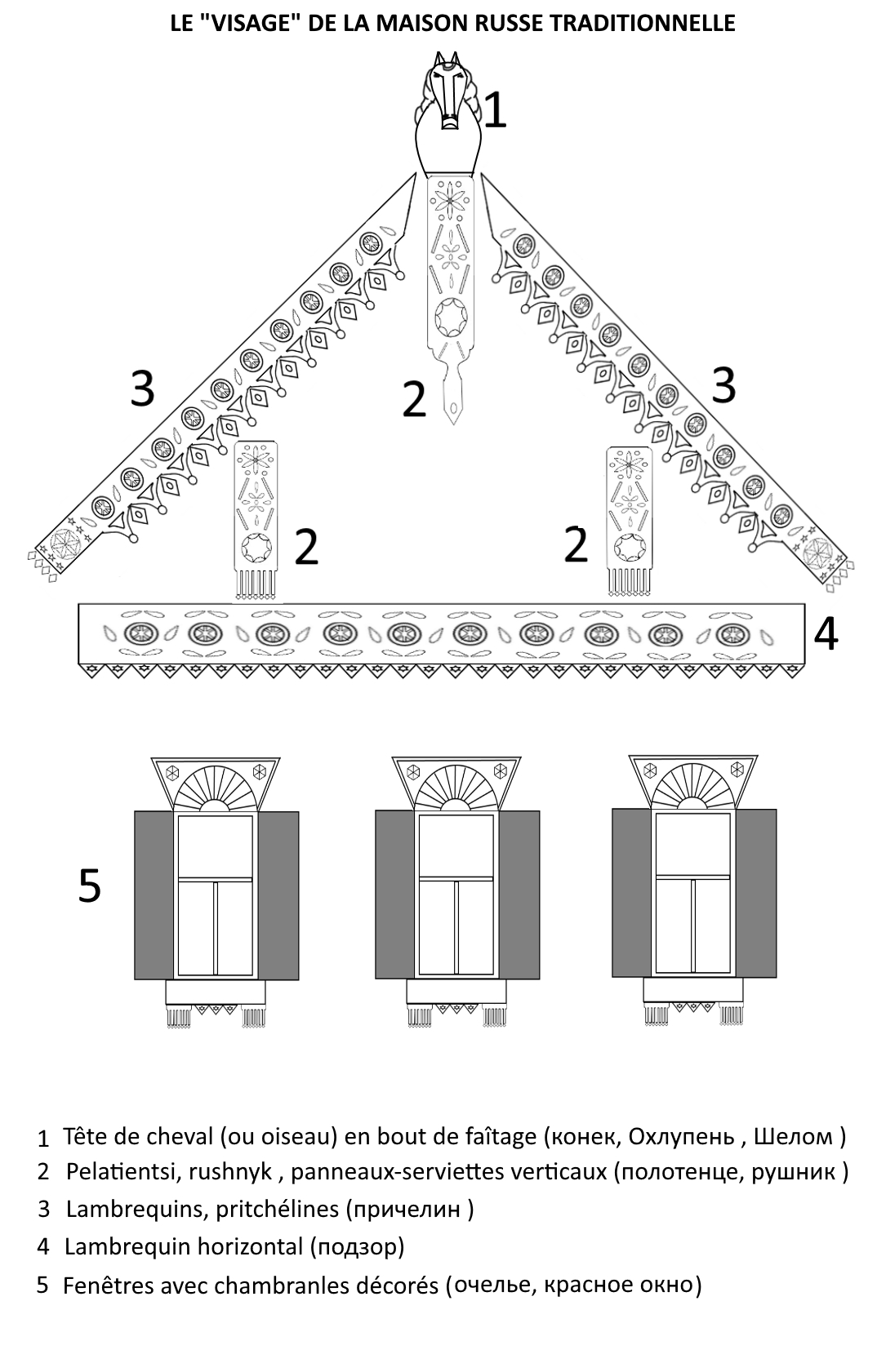
Le « visage » de la maison russe avec ses ornements caractéristiques. Le cheval protomé veille sur la maison depuis le faîte.

Dans la tradition populaire, l’isba est perçue comme un être vivant par ses occupants ; ils donnent à ses composantes des noms inspirés de l’anatomie humaine. La maison a entre autres un front, des yeux, une bouche ; on regarde le visage d’une maison comme la figure d’une personne avec des parties anatomiques clairement identifiées,. C’est pourquoi la tradition veut que, quand une isba est inhabitée ou abandonnée, il faut clouer portes et fenêtres comme quand on ferme la bouche et les yeux d’un mort. Toute la maison influe directement et indirectement sur les habitants et le domovoï. Les maîtres de maison veillent à chasser tout esprit maléfique.
Intégrée dans une représentation verticale entre ciel et terre, la maison est divisée en trois parties : le soubassement qui symbolise le monde souterrain, la partie centrale représentant le monde des humains et des animaux sur terre et la partie supérieure matérialisée par le pignon et le toit qui symbolisent le firmament ou la légende préchrétienne du dieu-soleil Svarog dont deux des animaux sacrés sont le cheval et le faucon. Les pans de toit sont assimilés aux ailes d’un oiseau céleste. Son fils Dajbog, également dieu du soleil, mais aussi de l’abondance et de la richesse et de ce fait très vénéré par les paysans russes en quête de bonheur et de récoltes abondantes, traverse le grand océan de la vie chaque matin avec son char doré tiré par quatre canards ou cygnes à tête de cheval blanc. Jeune le matin, il redevient vieillard le soir, et le cycle de la vie redémarre ainsi tous les jours. On retrouve cette symbolique dans les différents éléments de la décoration des maisons russes traditionnelles avec les lambrequins, les panneaux ornementaux des rives de toit et les chambranles de fenêtres représentant les trois phases du mouvement du soleil du levant au couchant.
L’allégorie du soleil sous la forme d’un cheval ou d’un oiseau placé au zénith de la maison tout en haut du pignon comme l’est le soleil à la mi-journée cadre complètement avec cette conception du foyer dans les campagnes slaves depuis l’époque préchrétienne. À cela se rajoutent les rites païens communs à toute la plaine germano-polonaise qui se basaient sur le sacrifice d’un animal expiatoire enterré sous la maison en plus des offrandes placées à chaque angle de la future isba en rondins. Ce sacrifice devait comme souvent attirer les bonnes faveurs des dieux et les implorer de protéger la maison et ses occupants. Parmi ces animaux sacrificiels, il fut aussi compter le cheval. La version en bois sur la faîtière ne serait que la manifestation d’une évolution moins sanguinolente de cette pratique païenne. Le besoin de placer le foyer sous les auspices d’un animal protecteur aurait perduré de cette manière.
Pour rester dans le langage métaphorique de l’architecture domestique russe, l’ancien terme pour désigner le faîte d’une maison était tchérépnoïe brevno signifiant littéralement poutre crânienne. Aujourd’hui, la faîtière est désignée par le mot ohlupen (Охлупень), mot que les Russes associent spontanément au cheval sculpté des maisons. Dans les maisons en rondins, la panne faîtière décorative est une œuvre d’art : elle se termine par un faîteau en forme de cheval protomé avec un poitrail particulièrement bombé vers l’avant et une encolure très courbée vers l’arrière. Parfois la tête paraît presque petite par rapport au poitrail. Dans d’autres régions, la faîtière termine par un oiseau avec les mêmes caractéristiques. Il peut arriver qu'un cheval protomé en bout de faîte côtoie un oiseau au centre de la faitière. Le plus souvent, le cheval protomé est côté pignon sur rue mais ce symbole peut apparaître des deux côtés de la maison : l’un veille sur l’entrée et la cour, l’autre sur les champs et l’arrière de l’exploitation. Le faîteau hippomorphe peut avec le temps se réduire à sa plus simple expression : le poitrail bombé disparaît et la tête se réduit à une poutre équarrie.
Suivant les régions et les pays slavophones, les illustrations annotées de maisons en rondins traditionnelles nomment le cheval protomé sur le faîte aussi par les termes kaniok ((ru) pour « petit cheval » ou « patin à glace » ou « hippocampe »), kniaziok ((be) « principicule ») ou chélom ((sr) « coquille » ou un type de casque à pointe oriental).
Le cheval ou l’oiseau protomés sont caractéristiques de l’architecture rurale slave. Il existe également la variante en têtes de chevaux croisés comme en Allemagne du Nord, notamment dans les régions septentrionales de la Russie occidentale.

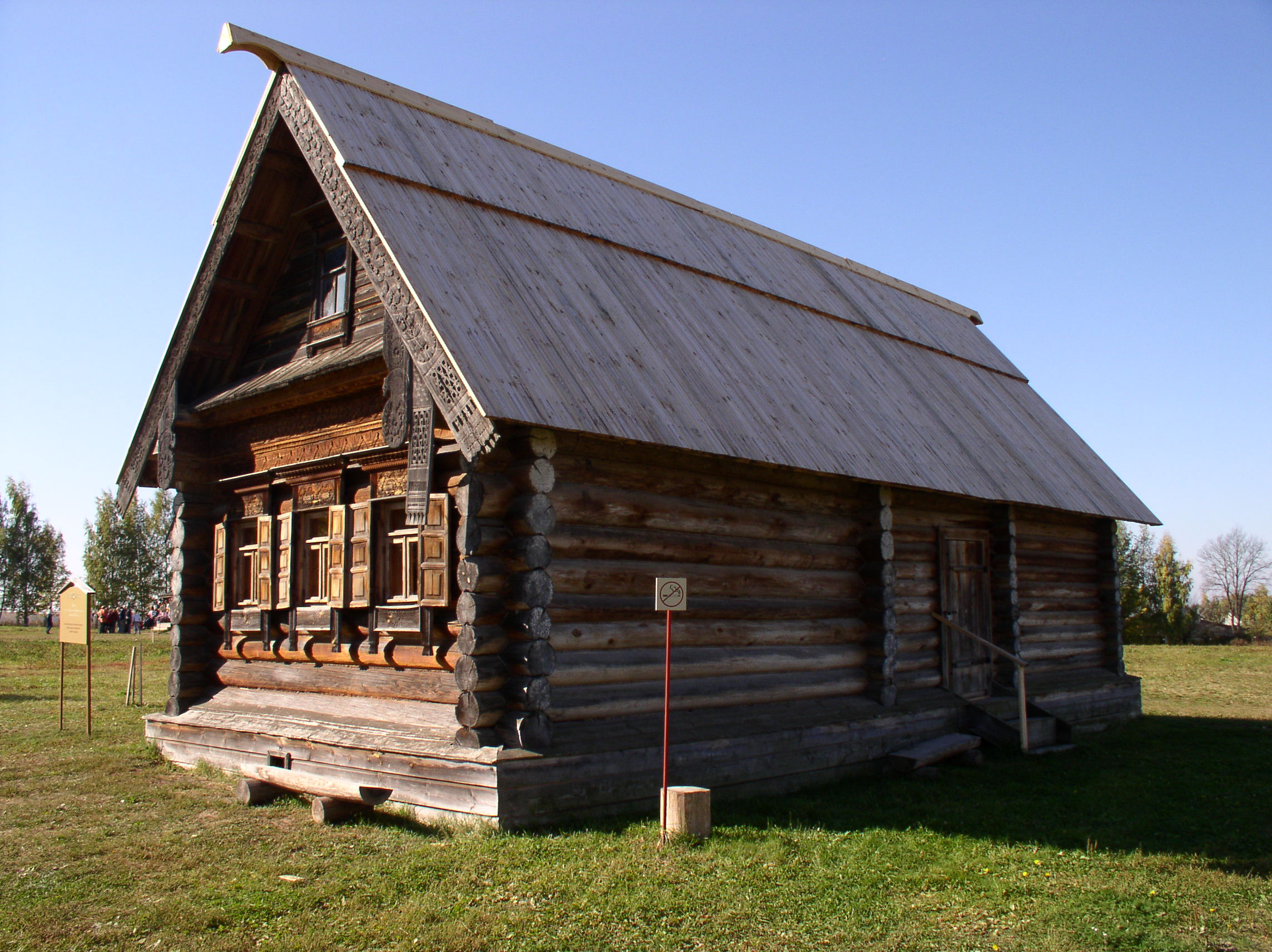
Faîte d’une isba avec cheval ou oiseau stylisé.
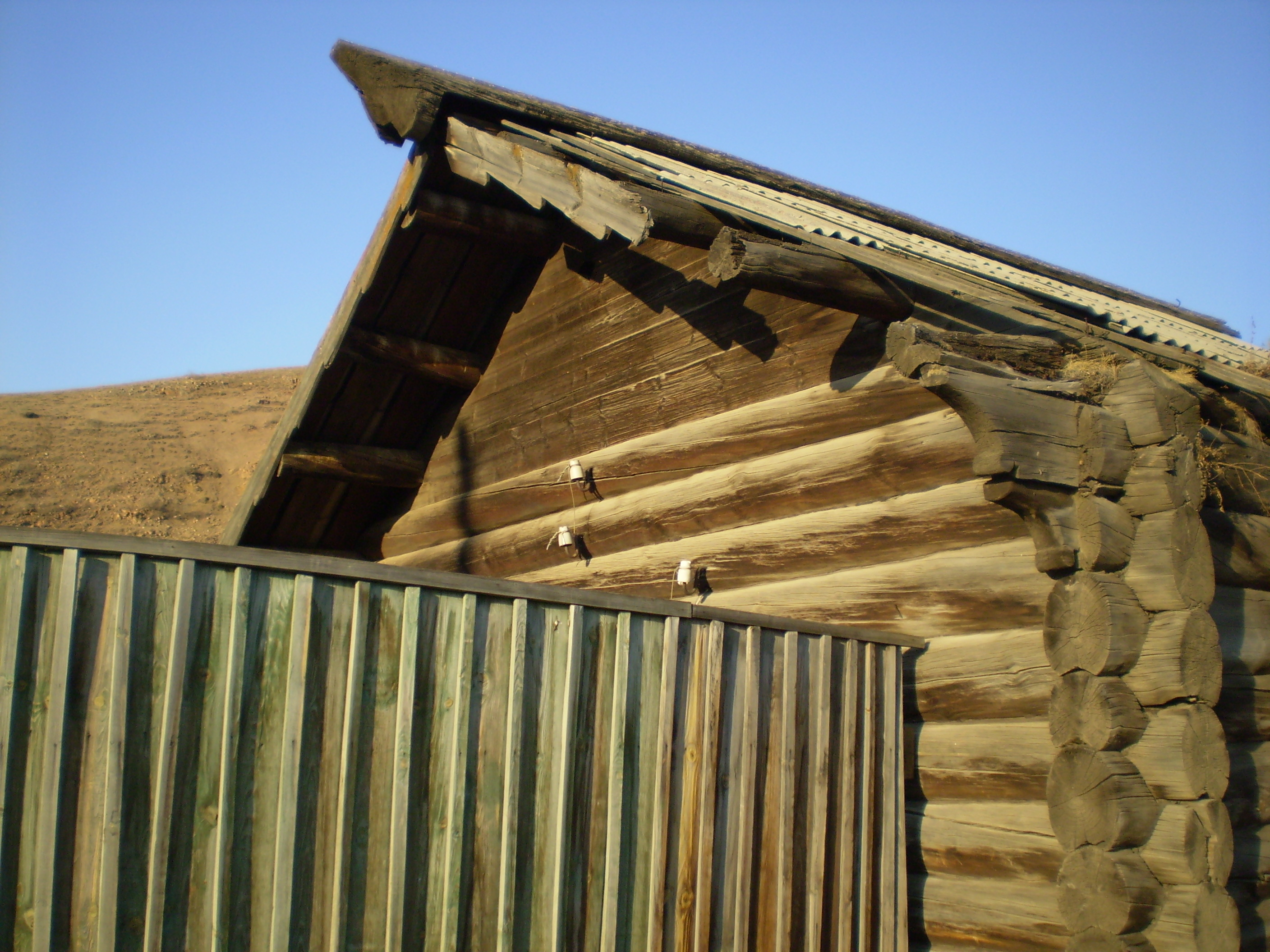
Ohlupen ou faîtage de maison russe avec tête de cheval.
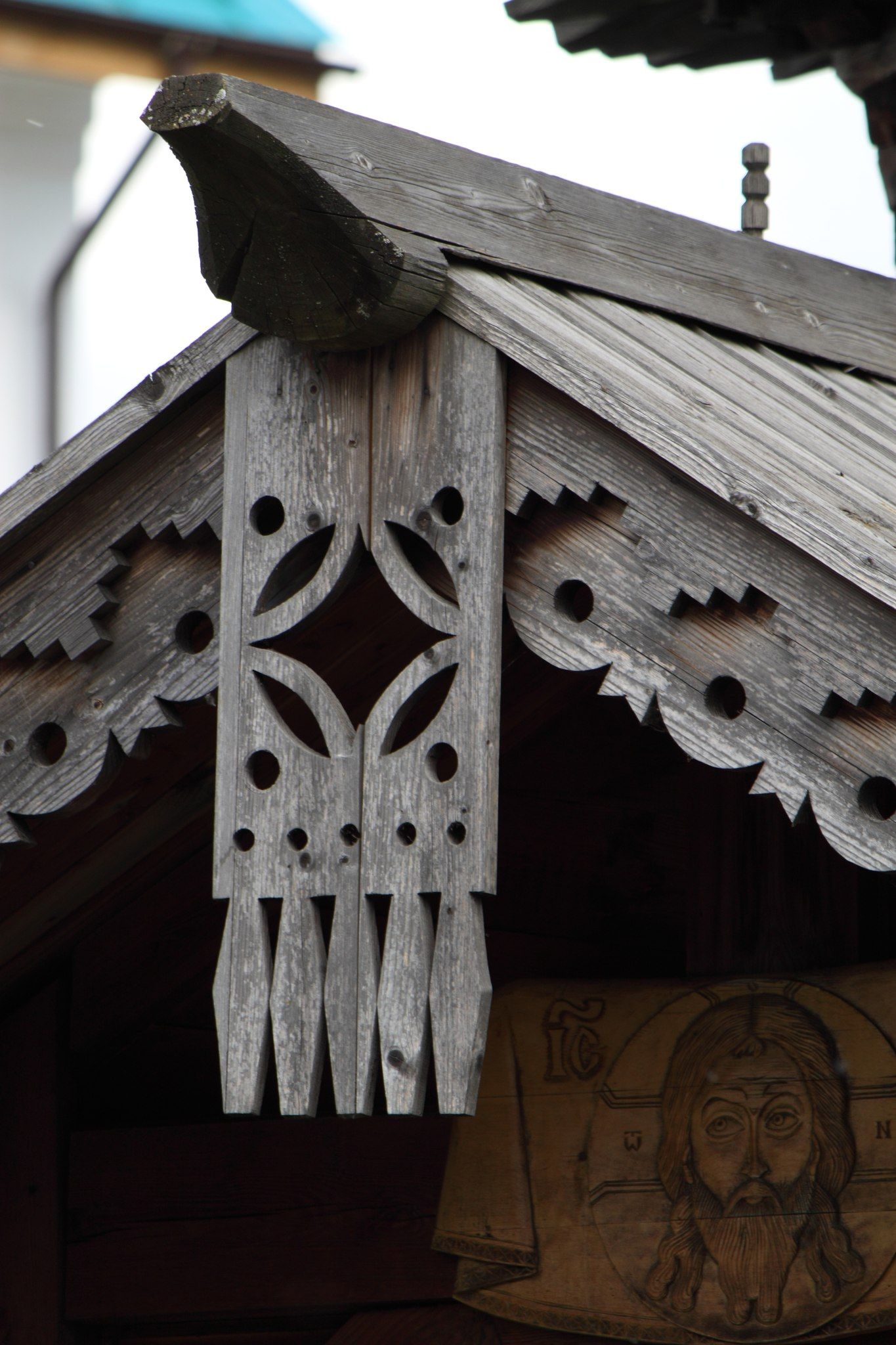
Faîteau de cheval très stylisé.

## La décoration de pignon en Scandinavie

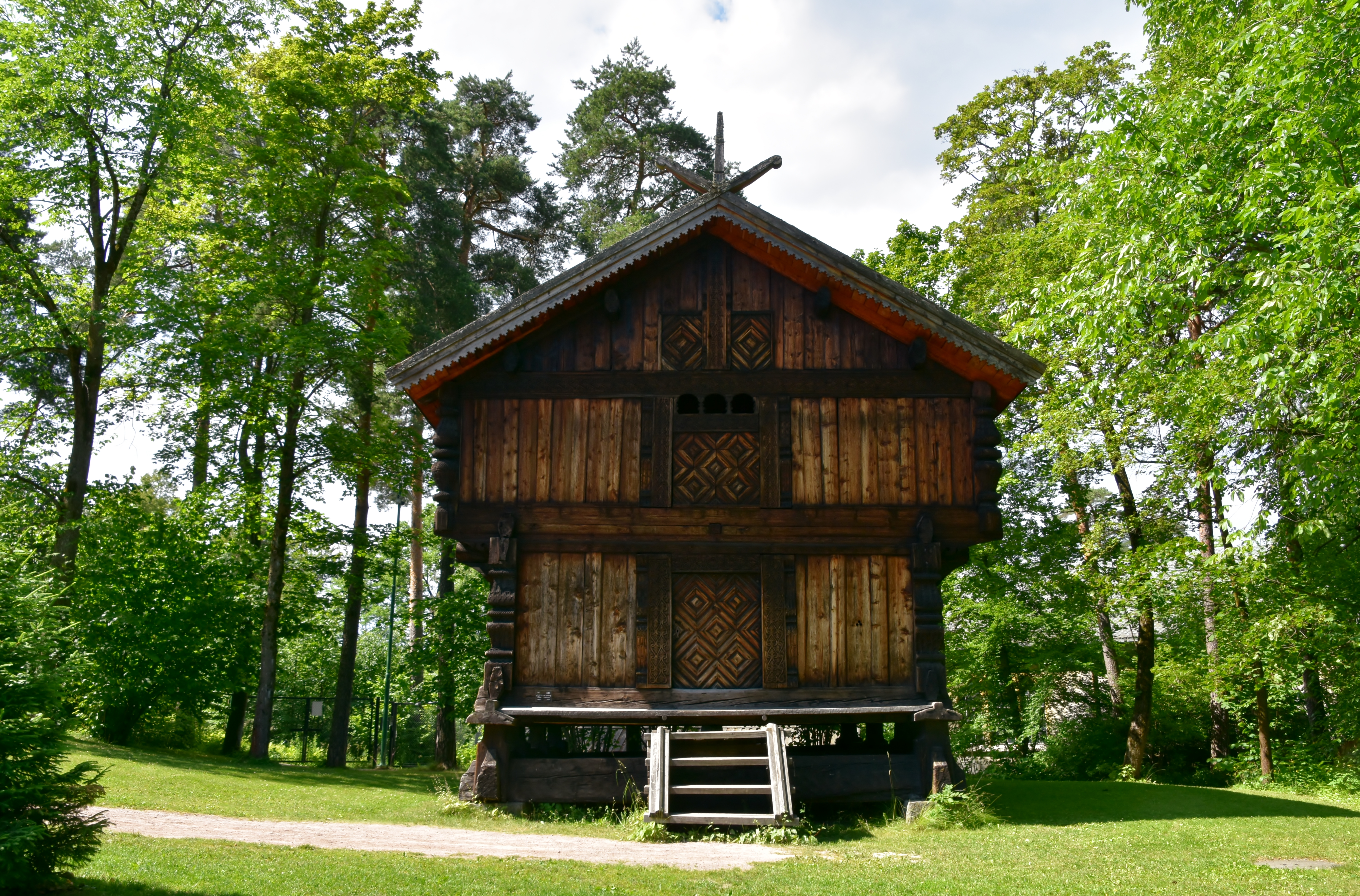
Grenier du XVIIIe siècle au Norsk Folkemuseum à Oslo. remarquable par sa sculpture sur bois norvégienne, par le cumul de l'épi de faîtage et l'ornement croisé des lattes de rive.

Les pays nordiques forment incontestablement une aire de diffusion de tous les types évoqués plus haut : depuis les motifs très identifiables de la Basse-Saxe aux protomés de la Russie en passant par des décorations tellement stylisées qu'il n'est pas possible de reconnaître s'il s'agit d'un simple poteau ou d'une ancienne tête d'animal. D'ailleurs certains auteurs évoquent davantage la queue d'un animal comme celle d'un dragon que la tête qui en bas de la planche de rive.
Toute personne faisant du tourisme en Norvège centrale et méridionale ou bien encore dans le Jutland danois remarque rapidement une décoration de pignon ou de toit très proche des têtes de chevaux bas-saxons ou néerlandais, tout au moins dans l'idée. Le principe ornemental est identique entre la Scandinavie et la plaine germano-polonaise : deux éléments plus ou moins sculptés se croisent quelques centimètres au-dessus de la faîtière le plus souvent de chaque côté de la maison. Certains chercheurs pencheraient d’ailleurs volontiers pour une origine scandinave de cet ornement car il touche bizarrement les régions d’expansion ou d’établissement des Vikings jusqu’à la Rus’ de Kiev à l’est et les îles britanniques à l’ouest. Rien n’atteste néanmoins de manière univoque que l’ornement de pignon des maisons longues vikings se soit transmis de manière continue du haut Moyen Âge au romantisme du XIXe siècle. Les ethnologues et historiens de l’architecture en Basse-Saxe ne parviennent pas non plus à faire le lien direct entre les têtes de chevaux et l’ornementation viking. Il n’est pas improbable mais pas attesté pour autant. À l'inverse, les spécialistes de l'architecture norvégienne comme le géographe Michel Cabouret émettent l'hypothèse que les Norvégiens ont adopté un type d'architecture (Construction à troncs couchés opposée à la maison en bois debout de l'occident) importé des pays slaves par les varègues suédois et répandu ensuite dans la péninsule scandinave. En l'absence de preuve, il faut se contenter de penser qu'un échange a effectivement eu lieu entre des espaces culturels vastes et très éloignés les uns des autres grâce à des peuples très mobiles et doués en commerce.
Il n’est pas sûr que l’on puisse parler de têtes de chevaux pour les pays nordiques pour les motifs qui nous sont parvenus jusqu’à aujourd’hui. Le livre de référence rédigé par Reinhold Mejborg sur les techniques d'architecture au Danemark entre le XVIe et XVIIIe siècles affirme clairement pour ce pays scandinave que les têtes de chevaux ne sont attestées que pour les maisons qui ont été construites par des populations immigrées. Le point commun est le croisement de deux pièces décoratives en guise de fronton à l'extrémité de la faîtière. La forme plus contemporaine est néanmoins plus qu’allusive ou presque trop stylisée pour qu’on puisse identifier un animal. Parfois, ce ne sont que des arbalétriers saillants ou des planches de rive qui dépassent le faîte à des fins ornementales. Il faut remonter à la période viking pour reconnaître une planche de rive clairement zoomorphe, mais pas de chevaux. C'est le cas d'une maison de l'écomusée archéologique de la forteresse circulaire viking de Trelleborg : les figures ornementales du pignon d’un abri à toit de chaume attirent l’attention avec une tête de chien et une tête de serpent qui se croisent. La figure du dragon ne transparaît pas de manière univoque. La photo ci-dessous permet de mettre en évidence au moins deux aspects spécifiques de la sphère nordique : la première est le cumul des motifs ornementaux à l’extrême pointe du pignon avec les deux planches de rive zoomorphes, mais aussi la poutre faîtière saillante qui est décorée avec une figure également zoomorphe, et enfin la sculpture sur bois peinte en rouge représentant des motifs qui ne peuvent pas encore être les rinceaux d’acanthe mais des figures païennes comme des serpents qui s’entrelacent.

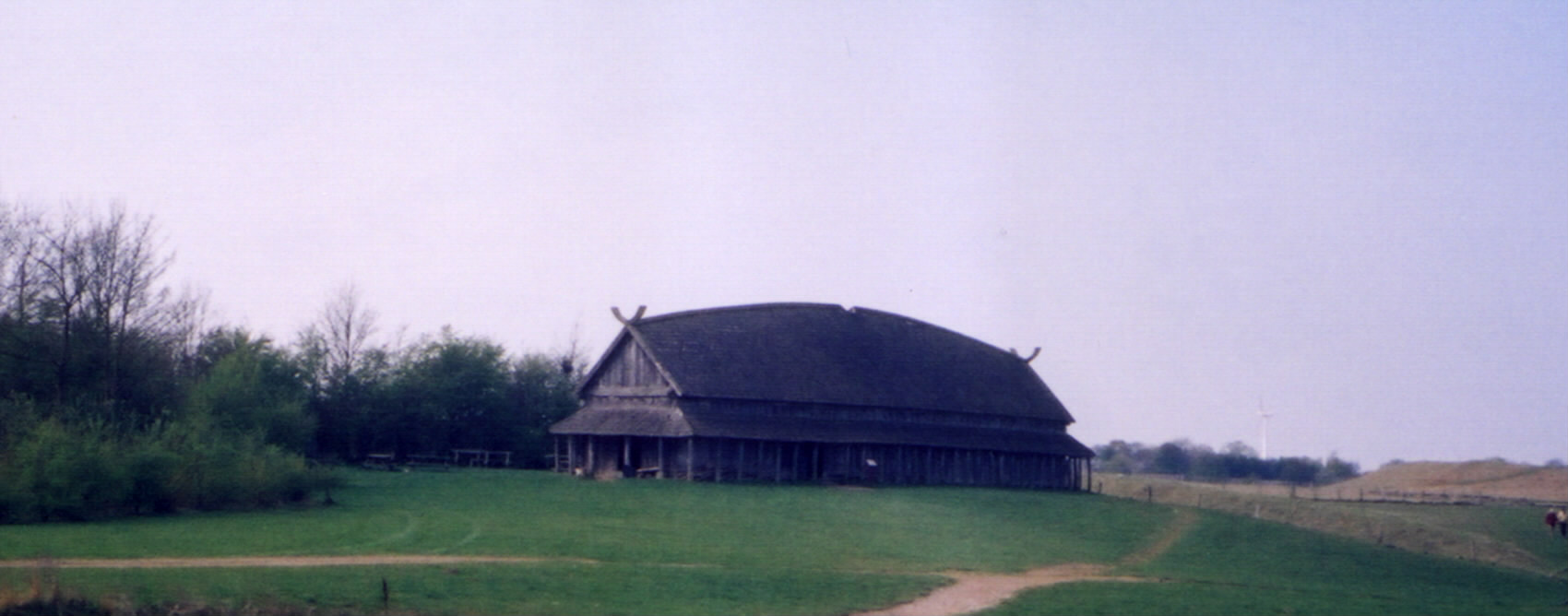
Pignon décoré en forme de cornes croisées dans une maison longue à la forteresse circulaire viking de Trelleborg, Danemark.
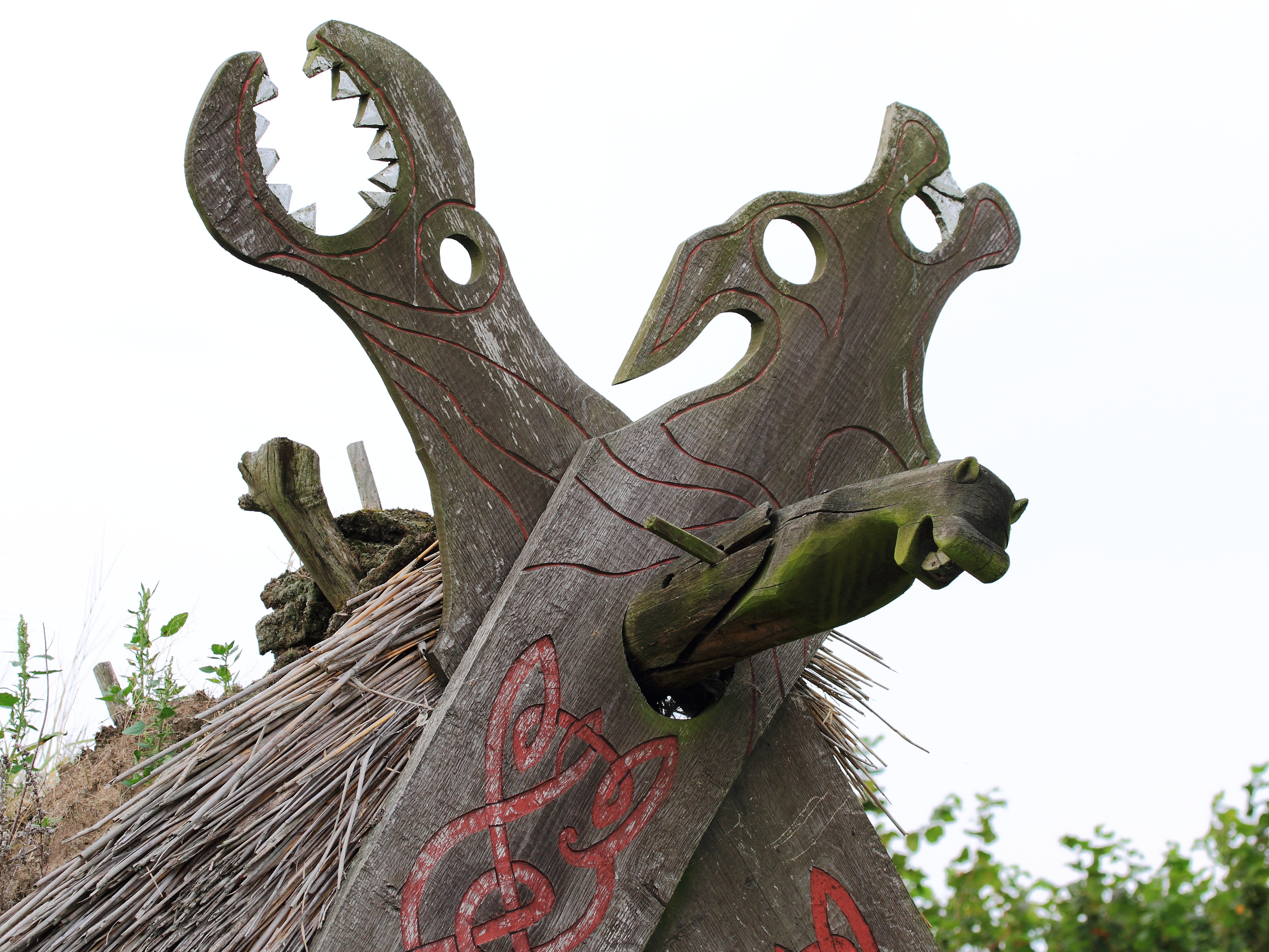
Motifs ornementaux croisés sur une maison reconstituée du musée open air de la forteresse circulaire viking de Trelleborg, Danemark.
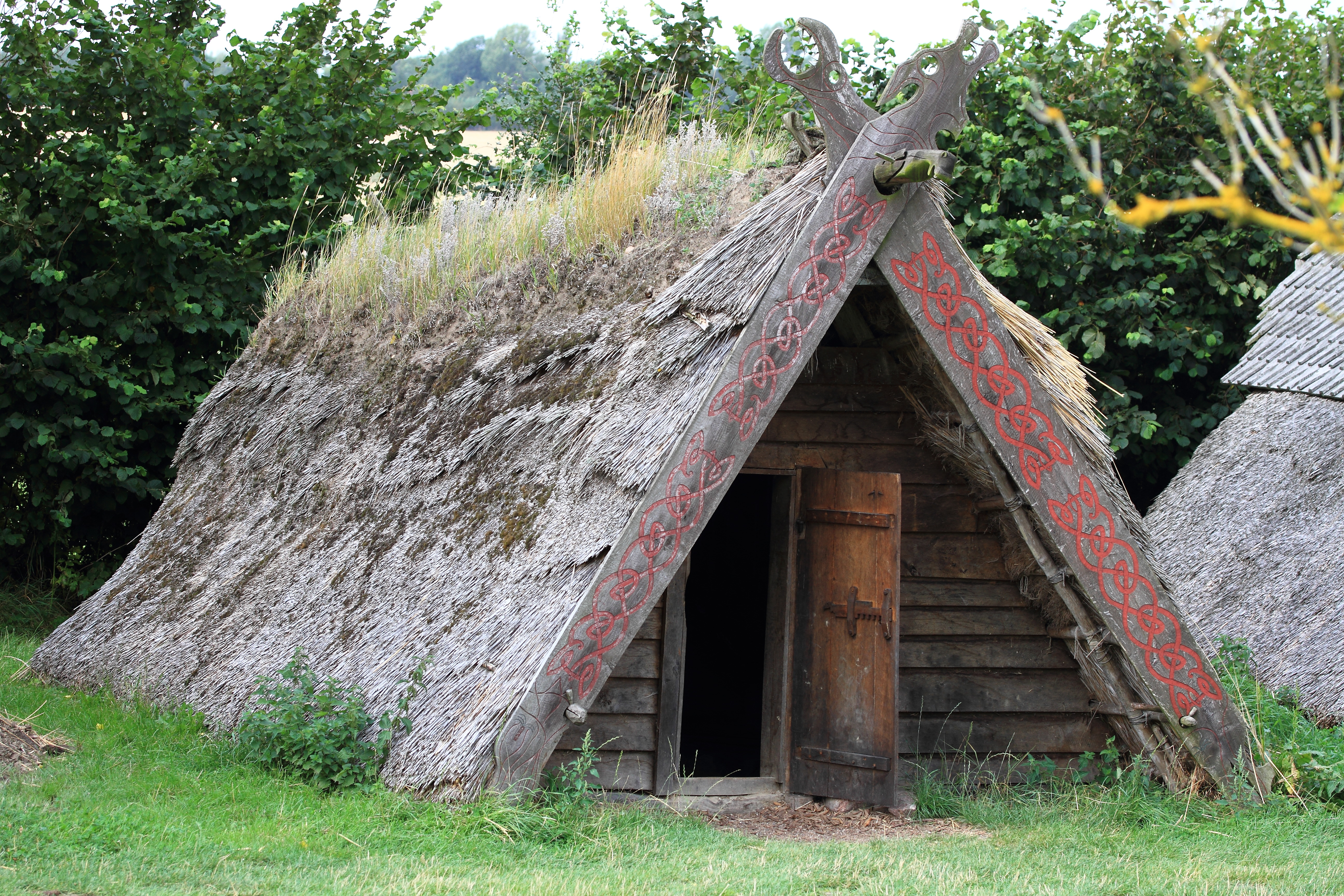
Planches de rive zoomorphes croisées dans un bâtiment de ferme reconstitué de la forteresse circulaire viking de Trelleborg, Danemark.

Après le déclin de la période viking, rien ne prouve que les techniques ornementales du pignon de maison du haut Moyen Âge nordique se soit maintenue telles quelles en Scandinavie. Les spécialistes penchent davantage pour un regain d'intérêt pour la culture viking à l'époque pré-romantique et romantique comme l'ont fait d'autres nations européennes pour leur passé médiéval respectif : on pense à l'Allemagne de Herder et Grimm, la Norvège de Grieg, Nordraak et Kinsarvik ou aux îles Britanniques de Macpherson ou Radcliffe entre autres.
Les piquets croisés du pignon en Norvège se sont répandus à la même époque que d'autres techniques de décoration dans d'autres métiers d'artisanat comme la sculpture sur bois norvégienne, la broderie (Hardangersøm) et l'émergence du motif de tricot style norvégien (Lusekofte) ou encore le rosemaling: il s'agit du dragestil ou style néo-nordique d'inspiration romantique et folkloriste pendant les XVIIIe et XIXe siècles. La forme diffère de vallée en vallée : elle peut être arrondie, rappeler la forme d'un oiseau plus rarement celle d'un cheval. Pour autant, l'ornement de pignon croisé en Norvège présente quelques caractéristiques particulières car c'est indiscutablement le pays scandinave où le décor du pignon par planches de rive ou épi de faîtage s'est maintenu jusqu'à aujourd'hui.